# Religieuzen van de Heilige Familie van Helmet
De religieuzen van de Heilige Familie van Helmet (Frans: Religieuses de la Sainte-Famille d'Helmet), (de postnominale initialen zijn R.S.F.) zijn een congregatie van vrouwen, die in België is opgericht om onderwijs te geven aan jonge vrouwen in nood. Ze werden in 1856 opgericht door drie zusters, Rosalie, Henriette en Mélanie Van Biervliet. 

## Historiek

### Tielt
In 1829 beginnen de zussen Melanie, Rosalie, Virginie en Henriette Van Biervliet uit Izegem het pensionaat "Sainte-Marie", een lagere meisjeskostschool gevestigd in een hoekpand van de Karnemelkstraat en de Hoogstraat, op het voormalige oefenterrein van de Sint-Jorisgilde (cf. Hoogstraat) in Tielt.
In 1838 betrekken ze de nieuw gebouwde "Sinte-Mariaschool" op de hoek van de Krommewalstraat en de Kerkstraat, waar vanaf 1849 naast het basis- en middelbaar onderwijs ook de eerste West-Vlaamse vrije lagere normaalschool voor meisjes ontstaat onder impuls van bisschop van Brugge Joannes Baptista Malou.
Nadat drie zussen (Rosalie, Melanie en Henriette) in 1856 hun kloostergeloften afleggen, wordt de "Congregatie van de Heilige Familie" gesticht, waarna de school de naam "Instituut van de Dames Van Biervliet" krijgt, later vervangen door de naam van de congregatie. In de loop van de 19de eeuw worden nog bijhuizen geopend in Brussel en Leuven.

### Schaarbeek (Helmet)
In 1891 wordt het moederhuis verplaatst van Tielt naar Schaarbeek, naar de wijk Helmet; de congregatie heet vanaf dan tot heden de "Heilige Familie van Helmet". Het domein van De Walckiers wordt aangekocht door de kloostergemeenschap om er een meisjesinternaat op te richten: de vandaag nog bestaande Franstalige school Institut de la Sainte-Famille d'Helmet. Rosalie Van Biervliet wordt de eerste generaal-overste. Het motto van de congregatie is « Non Fallit Te Deus » God verlaat je nooit. 
Al snel bouwt de congregatie de eerste zes traveeën van het pensionaatsgebouw, dat tegen de zuidoostelijke hoek van het kasteel wordt gevestigd.

### Wereldwijd

#### Latijns-Amerika
Een leerlinge van de school in Tielt was geëmigreerd naar Guatemala, waar ze was begonnen met lesgeven aan arme meisjes. De congregatie werd verzocht deze inspanning over te nemen, waarmee zij instemden. In 1896 werd hun eerste gemeenschap in Latijns-Amerika geopend. In 1933 kregen ze toestemming van Jorge Ubico, de president van het land, om een internationale school voor meisjes op te richten, de Colegio Belga, een bekende onderwijsinstelling van de natie. Deze toestemming werd echter verleend op voorwaarde dat de zusters hun religieuze habijt niet droegen. Anno 2020 zijn er 8 gemeenschappen in Guatemala en 1 in Mexico. 

#### Afrika
In 1932 breidden de Zusters van de Heilige Familie hun congregatie uit naar de kolonie Belgisch-Congo, toen de algemene overste, moeder Hyacinthe Weghsteen, ermee instemde om te voldoen aan het verzoek van bisschop Edward Leys, hoofd van de nieuwe Vicariaat Apostolisch van Kivu, om leraren te sturen.  Vier leden van de congregatie: de zusters Antoinette Brantjis, Lidwine Maeyens, Franciska Tamboren en Clara Devreese, vertrokken op 26 september van dat jaar vanuit Brussel met de trein naar Marseille, vanwaar ze naar Afrika vertrokken. Ze kwamen op 22 oktober aan op hun bestemming, het dorp Kabare in de provincie Kivu (nu in Zuid-Kivu). De Witte Paters, die de plaatselijke parochie bestuurden, hadden een klooster voor hun woonruimte ingericht. De zusters begonnen onmiddellijk hun studie van Mashi, de plaatselijke taal, en begonnen lessen in het katholieke geloof te geven aan de inheemse vrouwen. Ze werden later vergezeld door moeders Imelda en Emilienne.
De bouw van een school werd twee jaar later voltooid en de Albert I-school werd geopend op 15 oktober 1934, met 19 kinderen van Belgische kolonisten en een aparte klas voor inheemse kinderen. Na de onafhankelijkheid van Congo-Kinshasa hebben de Zusters de school overgedragen aan het nieuwe aartsbisdom Bukavu. Het werd omgedoopt tot het Lycée Wima.
In de volgende decennia stonden de zusters voor een aantal uitdagingen, waarbij ze bij twee verschillende gelegenheden moesten vluchten, waarbij de school door militairen werd geplunderd. Anno 2020 heeft de congregatie 2 gemeenschappen in Congo, 1 in Kameroen en 1 in Kigali, Rwanda.